# 동아여자고등학교
동아여자고등학교(東亞女子高等學校)는 대한민국 광주광역시 남구 봉선동에 위치한 사립 고등학교이다.

## 학교 연혁
- 1982년 4월 19일 : 학교법인 낭암학원 설립인가
- 1982년 4월 19일 : 설립자·이사장 낭암 차행렬 선생 취임
- 1983년 2월 28일 : 동아여자고등학교 본관교사 준공
- 1983년 3월 1일 : 초대 교장 이현중 선생 취임
- 1983년 3월 7일 : 제1회 입학 (609명)
- 1989년 12월 21일 : 생활관 준공
- 2021년 11월 16일 : 이사장 고향숙 선생 취임
- 2023년 12월 28일 : 제39회 졸업식 (191명 졸업, 총 졸업생 18,095명)
- 2024년 3월 1일 : 제12대 교장 이영운 선생 취임

## 참고 자료
- 동아여자고등학교 - 한국교육학술정보원 학교알리미